# Géczy Dorottya
Géczy Dorottya (Budapest, 1931. május 21. – 2023. április 3.) Jászai Mari-díjas magyar színésznő.

## Életpályája
1949-ben végzett a Színművészeti Főiskolán. 1949–1951 között a Miskolci Nemzeti Színházban játszott. 1951–1957 között az Ifjúsági Színház és az Irodalmi Színpad művésze volt. 1957-től a Vidám Színpad társulatához tartozott. Találkozhatunk nevével a Ruttkai Éva Színház színlapjain is.
A pályán eltöltött 70 évi jubileumát a Karinthy Színház színpadán ünnepelte 2019 májusában az Éless-Szín Édes teher című előadással. A színpadon köszöntötte Karinthy Márton a színház igazgatója, Felföldi Anikó a MASZK Országos Színészegyesület nevében és Hegedűs D. Géza, aki a Színház- és Filmművészeti Egyetem díszoklevelét adta át neki.
Prózai és zenés darabokban is jelentős alakítások fűződnek nevéhez. Franciás alkatának megfelelően az egyik legkiválóbb magyar sanzonénekesnő volt. Több országban (Ausztria, Svájc, Franciaország, Németország, Izrael) is vendégszerepelt.
Több évig a Budapest Európa Televízió műsorvezetőjeként is ténykedett.

## Családja
Anyai nagyanyja Spitzer (Hegyesi) Matild énekesnő, a braunschweigi, majd a drezdai operaház tagja. Édesanyja Géczy Fazekas Klára zongoraművész volt. Férjei Baracsi Ferenc, majd Rozsos István színészek voltak. Ezután Szilágyi János újságíróhoz ment feleségül. Tőle született Gábor fia, aki a Dr. Beat zenekar énekese volt, majd Sziko néven fotóművész lett.

## Színházi szerepei
- Molière: Tartuffe... Marianna
- Henri Meilhac–Ludovic Halévy: A Gerolsteini nagyhercegnő... Vera Dubois
- Alekszandr Alekszandrovics Fagyejev: Az ifjú gárda... Valja Borc
- Gabbe: Mesterek városa... Veronka; Timoll unokája
- Harriet Beecher Stowe: Tamás bátya kunyhója... Peggy
- Mihalkov: Haza akarok menni... Mása
- Gáli József: Erős János... Mitugrász mókus
- Valentyin Petrovics Katajev: Az ezred fia... Voszkreszenszkij
- Gergely Márta: Úttörő barátság... Attila
- Mihalkov: A vörös nyakkendő... Csakin
- Brustein: Pátyuska iskolája... Andrej
- Móricz Zsigmond: Légy jó mindhalálig... Orczy
- Ljubimova: Hólabda... Charly
- Füsi József: Az aszódi diák... Neumann Klárcsi
- Molière: A szeleburdi vagy minden lében kanál... Hippolyte
- Hárs László: A titkos örs... Zsuzsi
- Kisfaludy Károly: A kérők... Máli
- Heltai Jenő: Szépek szépe... Manci
- Trenyov: Gimnazisták... Irina
- Keszi Imre: Törvényen kívül... Kisklára
- Kristóf Károly: Tabáni legenda... Marika
- Edmond Rostand: A sasfiók... Elssler Fanny
- Kállai István: Majd a papa... Gabi
- Tóth Miklós: Párizsban szép a nyár... Iréne
- Csizmarek Mátyás–Nádasi László: Aki jól fekszik... Vera
- Csizmarek Mátyás: Házassági alkalmazott... Jolán
- Bogoszlovszkij–Szolodar: Jobb, mint otthon... Nadja
- Dobozy Imre–Boross Elemér: Váczi utca... Zsuzsi
- Abay Pál: Szeress belém (Bálkirályok)... Zsóka
- Kertész Imre: Doktorkisasszony... Klára
- Feleki László: Jó éjszakát felnőttek, a Holdban vagytok már?... Szubrett; Leány
- Rónai Miklós: Legfeljebb válunk... Jutka
- Baróti Géza–Garai Tamás–Dalos László–Tamássy Zdenko: Jaj a mama... Klári
- Fehér Klára: Három napig szeretlek... Anna
- Abay Pál: A szerelem mellékes... Ida
- Jevgenyij Lvovics Svarc: Hókirálynő... Klausz
- Kertész Imre: Csacsifogat... Tücsök
- Róna Tibor: Több nyelven beszélünk...
- Kemény Egon–Tabi László–Erdődy János: Valahol Délen...Jutka
- Tabi László: Fel a kezekkel... Cecilia Eddington
- Róna Tibor: Kicsi vagy kocsi?...
- Marc Camoletti: Leszállás Párizsban... Judith
- Heltai Jenő–Kaposy Miklós: Naftalin... Terka
- Robert Thomas: Gyilkostársak... Julia
- Fjodor Mihajlovics Dosztojevszkij: Két férfi az ágy alatt... Glafira
- Kállai István: Ilyennek hazudtalak... Bea
- G. Dénes György–Halász: Vonítós négyes... Saci
- Kállai István: Titkárnők lázadása... Adél
- Urbán Ernő: Fő a csomagolás!... Lisbeth /Böske/ titkárnő
- Bárány Tamás: A szülő is ember... Lola
- Rejtő Jenő: Aki mer, az nyer... Lia
- Barnassin Anna: Messze még a holnap... Ligethy Edda
- Luigi Pirandello: Velencei kékszakáll... Lolletta
- Nóti Károly: Nyitott ablak... Gréti
- Vaszary Gábor: Bubus... Jolán
- Robert Thomas: Nyolc nő... Augustine; Stephanie
- Thoeren–Logan: Van aki forrón szereti... Sweet Sue
- Eugène Scribe: Vihar egy pohár vízben... A királynő
- Lakatos László: Vágyom egy ágy után... Andrea
- Tóth Miklós: Üldöznek a nők... Mária
- Nádasi László: A ravasz asszony...
- Hámos György: Mici néni két élete... Rózsi
- Réger Frigyes: Dollárpipi... Mégisné
- Schütz: Sajnálom, Mr. tegnap! (Pikáns négyes)... Helen
- Dan Goggin: Apáca-pác... Mária Regina nővér
- Molnár Ferenc: A hattyú... Symphorosa

## Filmjei

### Portréműsor
- Hogy volt?! – Géczy Dorottya születésnapjára (2014)

### Film, tévé
- Déryné (1951)
- Első fecskék (1952)
- Véletlen (1956)
- Csigalépcső (1957)
- Gyalog a mennyországba (1959)
- Egy, kettő, három (1959)
- Dúvad (1961)
- A szaxofon (1961)
- Házasságból elégséges (1962)
- Májusi kőrhinta (1962)
- Csudapest (1962)
- Hókirálynő (1964)
- Álmodozások kora (1964)
- Édes és keserű (1966)
- Egy kis hely a nap alatt (1973)
- Kérem a következőt! (1975)
- Egy csók és más semmi (1975)
- Vízipók-csodapók (1976-1984)
- A játszma (1977)
- Vakáción a Mézga család (1980)
- Cha-Cha-Cha (1981)
- Vízipók-csodapók (1982)
- Már megint a 7.B! (1986)
- Szereposztás (1991)
- Kabarémúzeum (2006)

## Szinkronszerepei
- A kaméliás hölgy: Olympe – Lenore Ulric
- A szép Antonio: Rosaria Magnano – Rina Morelli
- A vesztes nyer: Frances Pilbright – Mary Peach
- Az áldozat közbeszól: Inge nővér – Christel Bodenstein
- Csendszimfónia: Jacobs igazgatónő – Olympia Dukakis
- Éjszaka az országúton: Regine Vandenberg – Annegret Golding
- Hajnali levél: Renata – Olga Villi
- Isten kacaja: Diana – Sylvia Syms
- Kettős ágy: Peggy – Janette Scott
- Mint a bagoly nappal: Rosa Nicolosi – Claudia Cardinale
- Petulia: Wilma – Kathleen Widdoes
- Róma szelleme: Eileen – Belinda Lee
- Tombol a hold: Sarah Charles – Georgia Brown
- Trapéz: Rosa – Katy Jurado
- Utazások a nagynénémmel: Augusta Bertram néni – Maggie Smith
- Üveghegy: Dobracka – Irena Netto
- Antonius és Kleopátra: Kleopátra – Lola Müthel
- A Forsyte Saga: Helene – Lena Morris

## Díjai
- Jászai Mari-díj (1985)